# Az állatok farsangja
Az Állatok farsangja (Le carnaval des animaux) Camille Saint-Saëns francia romantikus zeneszerző egyik legismertebb, szimfonikus zenekarra írt műve. Tizennégy tételből áll. A tételek gyakran más zeneszerzőket vagy zenei stílusokat parodizálnak. A mű zenéinek alapja általában mindig két zongora, melyek erősen beleépülnek a szimfonikus zenekar játékába.

## Keletkezése
Saint-Säens 1885 februárjában a németországi Augsburg városában tartott koncertje után találta ki, hogy ír egy parodisztikus művet. Az ötlet, hogy mindezt állatokon keresztül tegye meg, a feljegyzések szerint ugyanezen év júniusában született meg benne. Végül 1886 nyarán az ausztriai Gaming faluba vonult el, és itt több hónapig a helyi zenetanár vendégeként komponálta meg a tételek alapjait. A zenét döntése alapján két zongora, két hegedű, csellók, brácsák, fuvola, marimba és egy ritka hangszer, az üvegharmonika képezte. A párizsi zenei lapok tudtak arról, hogy a zeneszerző új művön dolgozik, de tévesen azt írták meg, hogy a Harmadik szimfóniáját, illetve egyik újabb orgonaversenyét írja. Az első privát hangverseny, melyet csak a Párizsi Zenei Konzervatórium tanárai és néhány francia zeneszerző tekintett és hallgatott meg, 1886 szeptemberében volt Párizsban, amikor a Konzervatórium növendékei játszották el a művet. A nagyközönség először decemberben hallhatta a darabot, melyet ezúttal a Concerts Colonne szimfonikus zenekar adott elő a párizsi Operában. A kritika először negatívan fogadta a darabot, végül azonban a Konzervatórium méltatására pozitív irányba fordult a tanúsított érdeklődés.
A mű mind a mai napig népszerű, az ének-zene oktatás szempontjából tananyagnak számít. Gyakran társítják Prokofjev Péter és a farkas és Ravel Lúdanyó meséi című műveivel.

## Tételek

### I. Introduction et marche royale du lion (Nyitány és az oroszlán királya indulója)
Vonósok és a két zongora kezdi a művet. A zongorák méltóságos hangzással játszanak, majd a vonósok érzékeltetik az oroszlán érkezését. A zongorák emellett mélyebb ütemeiket kijátszva oroszlánüvöltést hoznak létre.

### II. Poules et coqs (Tyúkok és kakasok)
Vonósok, zongoristák és a klarinét a tétel főbb hangszerei. A vonósok gyors ütemei egy hangos baromfiudvar hatását keltik, láttatják a tyúkok kotkodácsolását, vagy a hogy a csibék csipegetnek. A mű végén a klarinét segítségével egy kakaskukorékolás szólal meg.

### III. Hémiones (animaux véloces) (Vadszamarak, gyors állatok)
A tétel két zongora rendkívül gyors játékából áll, amelyek egy csordányi vadszamár gyors rohanását jelenítik meg.

### IV. Tortues (Teknősök)
Lassú tétel két zongorával és vonósokkal. A tétel ironikus, hiszen a Can-can lelassított verzióját halljuk, amely Offenbach operájából, az Orfeusz az alvilágban-ból származik.

### V. L'Élephant (Az elefánt)
Egy nagybőgő és egy zongorából áll a tétel. A főbb motívumokat a bőgő játssza, a zongora háttérkíséretként szerepel. A bőgő vígabb hangvételű ütemei az elefánt nagy, kissé otromba lépteit jeleníti meg.

### VI. Kangourous (Kenguruk)
A tétel alapja két zongora, amelyek folyton emelkedő, majd lelassuló meneteket  játszva jelenítik meg a kenguruk ugrálását.

### VII. Aquarium (Akvárium)
Vonósok, fuvola, és itt lép be a ritka üveg harmonika is. Nyugodt tétel, egyben az egyik leghíresebb is, mely többek között a Szépség és a szörnyeteg című 1992-es Disney-rajzfilm főcímzenéjét is inspirálta. A tétel egy nyugodt akvárium képét jeleníti meg, amelyben halak úszkálnak.

### VIII. Personnages á longues oreilles (Hosszú fülű személyiségek)
A tétel alapja két hegedű, amely oda, illetve vissza húzott motívumokkal jeleníti meg a hosszú fülű személyiségeket, elsősorban a szamarakat. 

### IX. Le Coucou au found de bois (Kakukk az erdő mélyén)
Ismét a zongora és a klarinét a két hangsúlyosabb hangszer. A zongora mély motívumai jelenítik meg, ahogy egyre beljebb és beljebb jutunk az erdőben, eközben a klarinét által szólal meg a kakukk, amely a fák tetején ül.

### X. Voliére (Madárház)
A vonósok lágy ütemeket játszanak, majd egy fuvolaszóló kezdi el megjeleníteni a madáréneket. Más fúvósok is megszólalnak a háttérben, így megjelenítik a madárház többi madarának hangjait.

### XI. Pianistes (Zongoristák)
Az egyik egyértelműen parodisztikus jellegű tétel. A két zongora skálázásokat játszik, a végén vonósok kíséretében. A zeneszerző ezzel saját kortársainak is görbe tükröt tart, mivel a zongoristákat is külön állatfajként jeleníti meg.

### XII. Fossiles (Kövületek, ásatagok)
Xilofon kezdi a tételt, majd csatlakoznak a vonósok és a két zongora is. A zeneszerző másik parodisztikus lépése volt, hogy egy kisebb hangsort vagy motívumot rejtett el ebben a tételben, melyeket már elhalálozott vagy visszavonult zeneszerzők műveiből vett át, ezzel is utalva a kövületekre, vagyis a régi zenékre.

### XIII. Le Cygne (A hattyú)
Gyönyörű Csellószóló, zongorakísérettel, a hattyút jeleníti meg. Kétségtelenül a legismertebb tétel a műből.

### XIV. Final (Finálé)
A finálé erőteljes zongoraütemekkel kezdődik, majd a szimfonikus zenekar minden hangszere becsatlakozik. A fináléban részleteket hallhatunk a korábbi tételekből (teknősök, kenguruk, hosszú fülű egyéniségek, tyúkok és kakasok).

## Versek a műre
1949-ben Ogden Nash angol költő verseket írt a tételekre. Ezek magyarul nem jelentek meg.

## A mű utóélete
A mű alapján több balett és bábelőadás is született. Magyarországon többek között a Magyar Állami Operaház zenekara és a Budapesti Fesztiválzenekar is előadta már a művet. Az egyik leghíresebb előadás 2005-ben született, és a Londoni Filharmonikus Zenekar nevéhez fűződik. 